# ダンテ・ファンゼイル
- ダンテ・バンゼイル
- ダンテ・ヴァンザイル
- ダンテ・ヴァンゼイル
- ダンテ・ヴァンゼール

ダンテ・ファンゼイル（Dante Vanzeir, 1998年4月16日 - ）は、ベルギー・リンブルフ州ベリンゲン出身のサッカー選手。メジャーリーグサッカー・ニューヨーク・レッドブルズ所属。ポジションはFW。
日本のメディアにおける表記は、『ダンテ・バンゼイル』『ダンテ・ヴァンザイル』「ダンテ・ヴァンゼイル』『ダンテ・ヴァンゼール』など、多数ある。

## クラブ経歴
6歳の時にKRCヘンクのユースアカデミーに入所。2016年にトップチームに昇格。9月18日のRSCアンデルレヒト戦でプロデビュー。2018年1月25日のスポルティング・ロケレン戦でプロ初ゴールを記録。
2018-19シーズンはローン移籍でKベールスホットVAでプレー。2部リーグながら初の二桁ゴールとなる13ゴールを記録。翌2019-20シーズンはKVメヘレンでプレーし、3ゴールを決めた。
2020年7月30日、ロイヤル・ユニオン・サン＝ジロワーズと3年契約を締結。加入1年目の2020-21シーズンは2部リーグで自己最高のシーズン19ゴールを決め、2部リーグ優勝を導き、1972-73シーズン以来のベルギー・ファースト・ディビジョンA復帰に貢献。翌2021-22シーズンもトップリーグでデニズ・ウンダフと共にゴールを量産し、優勝争いの原動力となった。
2023年2月3日、ニューヨーク・レッドブルズ に移籍した。

## 代表経歴
2015年にチリで開催された2015 FIFA U-17ワールドカップに、U-17のベルギー代表で出場。3位決定戦のメキシコ戦で2ゴールを決め、3位入賞に貢献。その後2021年11月にフル代表に初招集。17日の2022 FIFAワールドカップ・ヨーロッパ予選のウェールズ戦でフル代表デビューを果たした。

## 人物
- 妹のルナ・ファンゼイル (Luna Vanzeir)もサッカー選手で、OHルーヴェンの女子チームに所属し、女子ベルギー代表にも招集されている。